# 普通旅客列车

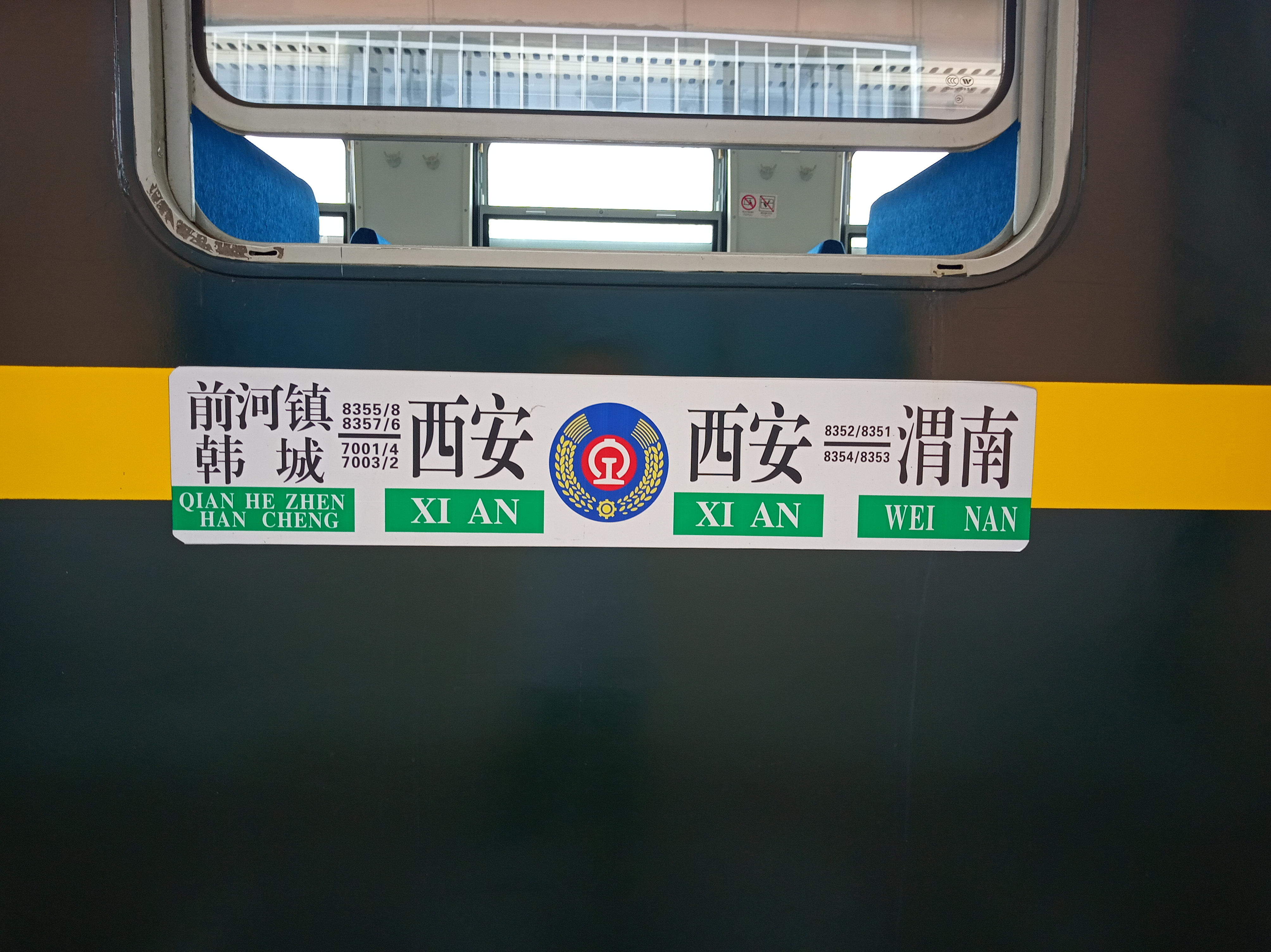
西安局集团的普客列车水牌

普通旅客列车，简称普客，为与普通旅客快车区分亦被称为普通旅客慢车。是中国铁路的一个列车等级，部分停靠县级及以上车站，多数为“站站停”，票价低廉，大部分为非空调列车，少数套用长途空调列车车体（如京杭T31/32次列车套跑的6461/6462次列车）。车体大多使用22型客车及25B型客车，一般只设硬座车厢。其中6001—6198为直通车次，6201—7598为管内车次。另外，7601-8998的管内通勤列车亦被划分为普客列车。

## 管内普客车次范围
哈尔滨局6201-6300，沈阳局6301-6400（已全部停运），北京局6401-6500，太原局6801-6850（已全部停运），呼和浩特局6851-6900，郑州局6901-6950，武汉局6951-7000（已全部停运，该号段曾为哈尔滨局使用），西安局7001-7050，济南局7051-7100，上海局7101-7200（已全部停运），南昌局7201-7250（已全部停运），广州局7251-7300，南宁局7301-7350（已全部停运），成都局7351-7450（已全部停运），昆明局7451-7500，兰州局7501-7550，乌鲁木齐局7551-7580，青藏铁路公司7581-7598。

## 管内通勤普客车次范围
哈尔滨局7601-7798，沈阳局7801-7998，北京局8001-8150，太原局8151-8198，呼和浩特局8201-8250，郑州局8251-8298，武汉局8301-8350，西安局8351-8398，济南局8401-8450，上海局8451-8550，南昌局8551-8598，广州局8601-8698，南宁局8701-8750，成都局8751-8850，昆明局8851-8898，兰州局8901-8950，乌鲁木齐局8951-8980，青藏铁路公司8981-8998。